# Hamadryas sabatia
Hamadryas sabatia är en fjärilsart som beskrevs av Hans Fruhstorfer 1916. Hamadryas sabatia ingår i släktet Hamadryas och familjen praktfjärilar. Inga underarter finns listade i Catalogue of Life.